# Ламбичхонг
Ламбичхонг, или мугали (Lambicchong, Lambichhong, Lambichong, Lambitshong, Phangduwali Mugali) — сино-тибетский язык, на котором говорят в Комитетах Развития Деревень (VCD) Муга, Пакхрибас, Пхалате, также на восточном берегу реки Арун между деревнями Мугакхола и Синувакхола округа Дханкута зоны Коши в Непале.